# Roger Clark (Leichtathlet)
Roger Clark (* 6. April 1944) ist ein ehemaliger britischer Langstreckenläufer.
Beim Cross der Nationen 1968 kam er für England startend auf den 40. Platz.
1972 siegte er bei der San Silvestre Vallecana. Im Jahr darauf wurde er englischer Vizemeister im Crosslauf und wurde für England startend Sechster bei den Crosslauf-Weltmeisterschaften in Waregem.

## Persönliche Bestzeiten
- 5000 m: 13:37,73 min, 14. Juli 1973, London
- 10.000 m: 28:33,53 min, 6. Oktober 1973, London